# Namunaria mammillaris
Namunaria mammillaris es una especie de coleóptero de la familia Zopheridae.

## Distribución geográfica
Habita en Nepal.